# P2 (Plattenbautyp)

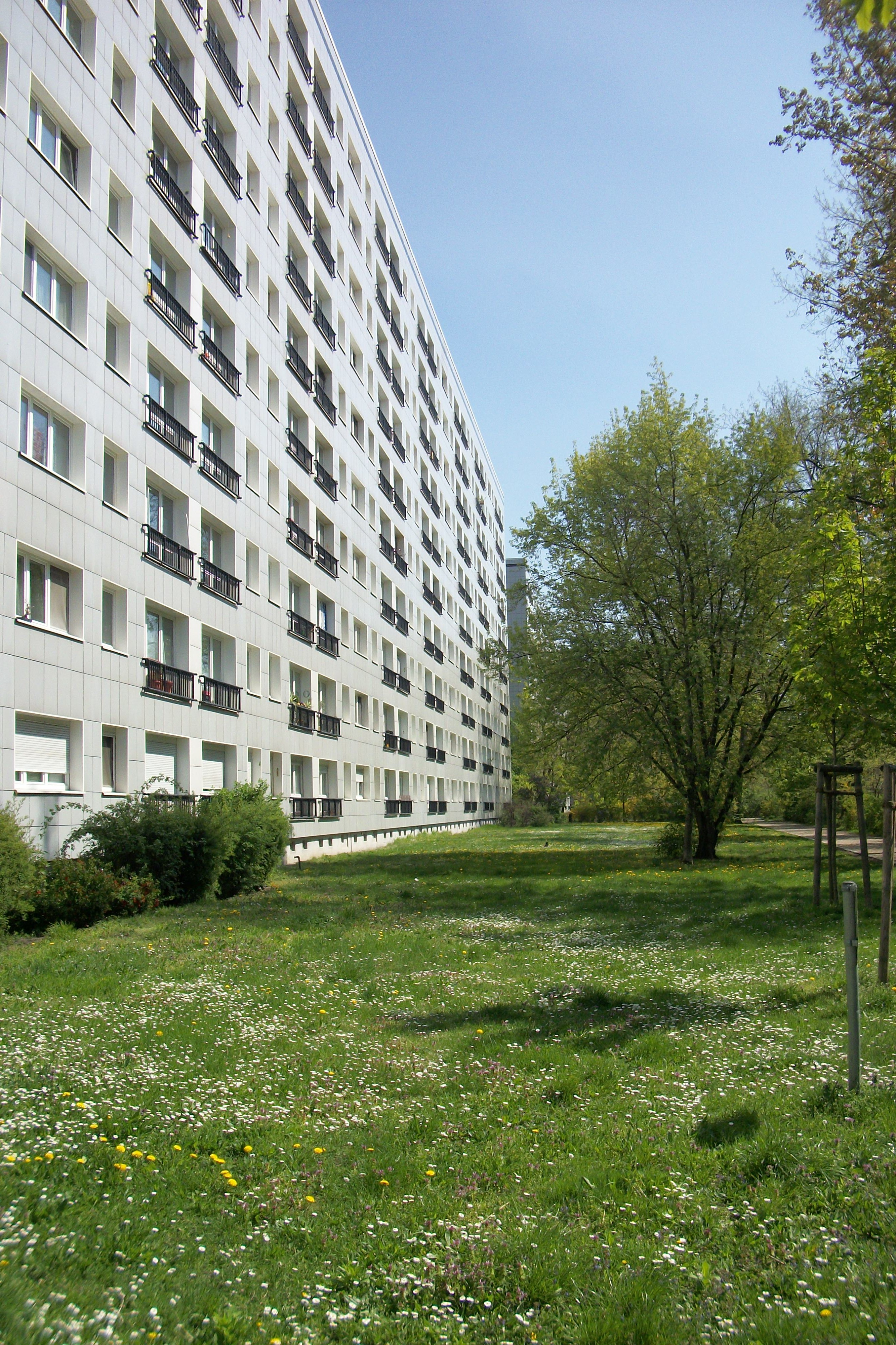
Sanierter Plattenbau P2/10 ohne Balkone in der Mollstraße, Berlin

P2 ist die Abkürzung für den Wohnungsbautypus eines Plattenbaus in der DDR. Das P steht dabei für parallel, die Spannrichtung der Deckenplatten verläuft parallel zu den Fassadenflächen, die tragenden Wände sind senkrecht zur Fassade angeordnet. Dadurch werden die Fassadentafeln von Deckenlasten befreit und können größere Öffnungen für Fenster und Balkontüren aufweisen. Die 2 verweist auf die Anordnung zweier Aufgänge in einem Gebäude. Eine folgende Zahl, ggf. hinter einem Schrägstrich, gibt die Anzahl der Stockwerke an. Diese industrielle Bauweise ermöglichte den schnellen Aufbau ganzer Wohnblöcke. Der Typ kam von 1961 bis zum Ende der DDR in vielen Großstädten zum Einsatz.

## Geschichte

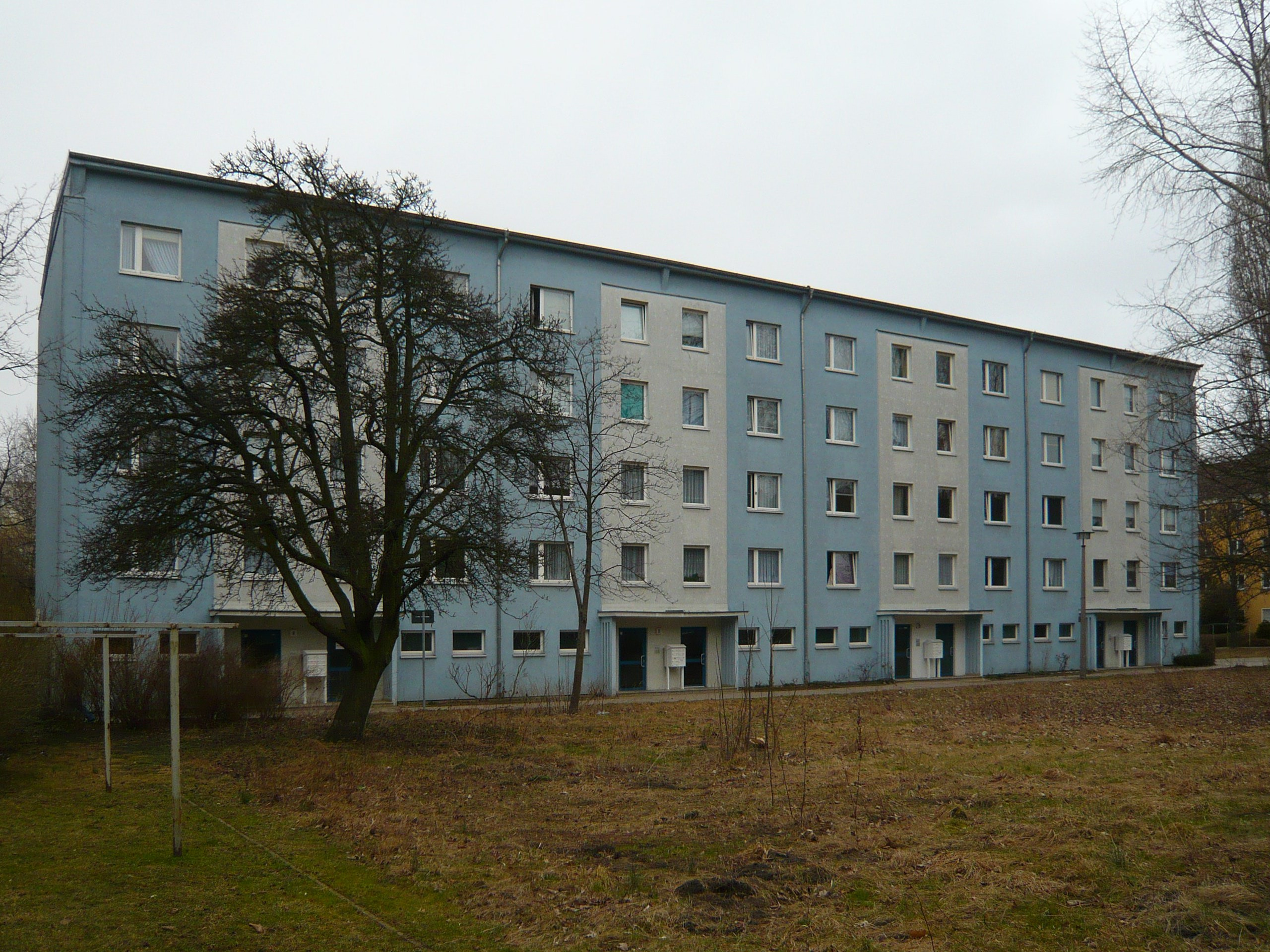
Experimentalbau vom Typ P2 im Ortsteil Fennpfuhl

Das erste Haus dieses Typs des industriellen Bauens wurde 1961 als Experimentalbau in Berlin-Lichtenberg von einem Architektenkollektiv der Bauakademie der DDR errichtet, dem unter anderem Achim Felz, Herbert Kuschy und Wilfried Stallknecht angehörten. Der Gebäudezug befindet sich in der Erich-Kuttner-Straße 9–15 im Ortsteil Fennpfuhl und steht inzwischen unter Denkmalschutz.
Ab 1964 stand der P2-Typ dann allgemein zur Verfügung. Er ermöglichte eine breitere städtebauliche Gestaltungsvielfalt und durch flexiblere Grundrisse auch eine höhere Wohnqualität als frühere Lösungen.
Während der Experimentalbau noch vier verschiedene Grundrisse aufwies, entstand später zur Vereinfachung das Grundprinzip einer Deckenspannweite von 6 Metern. Damit wurden die tragenden Hauswände gleichzeitig zu Wohnungstrennwänden und die inneren Trennwände waren variabel. In der Weiterentwicklung dieses Gebäudetyps variierten die Architekten die Anzahl der Stockwerke. Außerdem entstanden keilförmige Grundrisse, die eingefügt werden konnten, um eine Biegung der Trakte zu ermöglichen.

## Aufbau

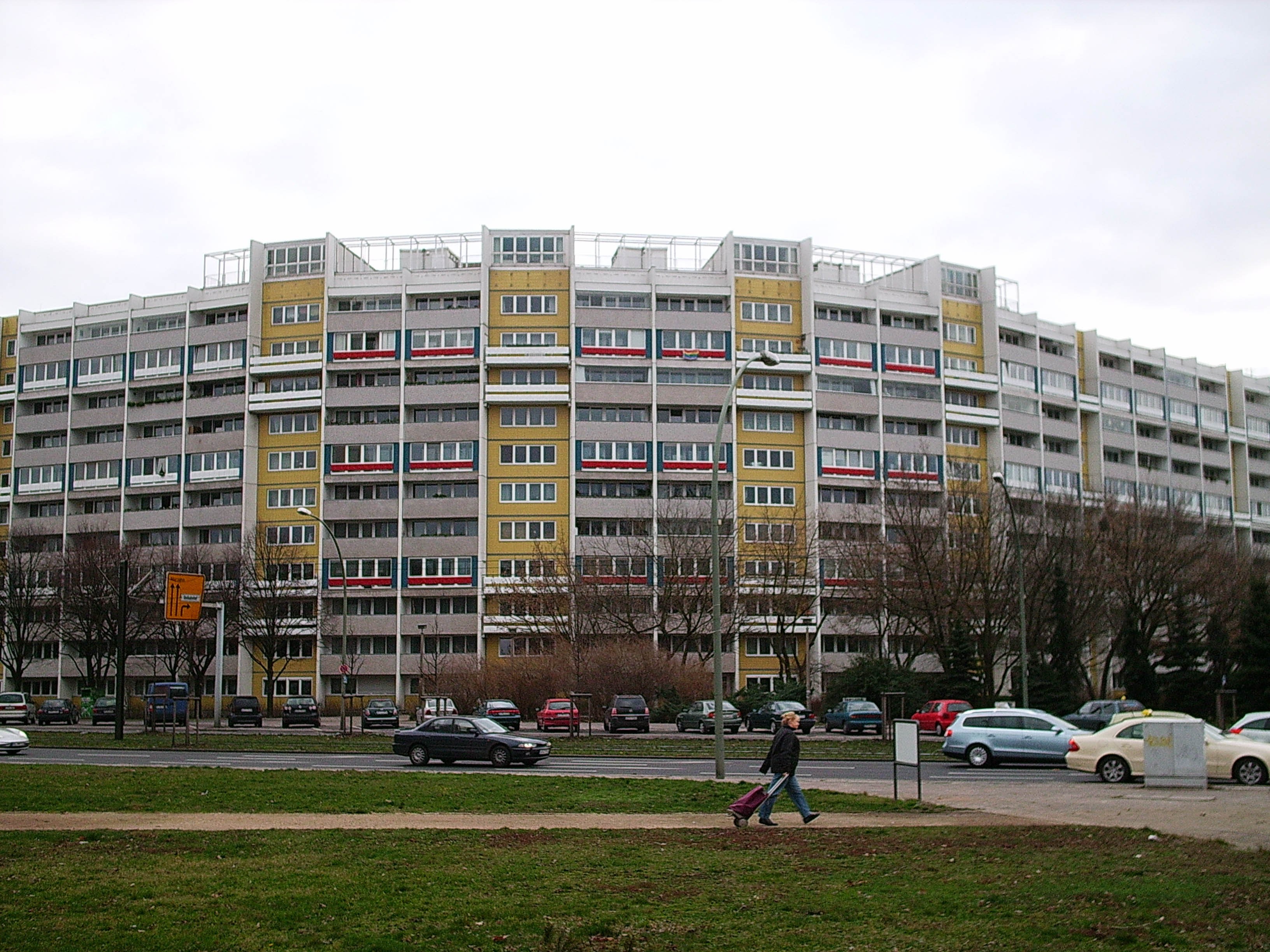
Angepasste P2-Bauten am Platz der Vereinten Nationen in Berlin

### Treppen und Anordnung der Wohnungen
Charakteristisch für diesen Typ ist die Anordnung der Wohnungen um ein innenliegendes, nahezu quadratisches, oftmals mit einem gläsernen Dach versehenes Treppenhaus. Die Gebäude besitzen fünf bis elf Geschosse. Pro Geschoss gibt es meist zwei Wohnungen, es sind jedoch auch Abwandlungen dieses Haustyps mit drei Wohnungen pro Etage über und unter dem Treppenhaus-Zugang realisiert worden.

### Stockwerke

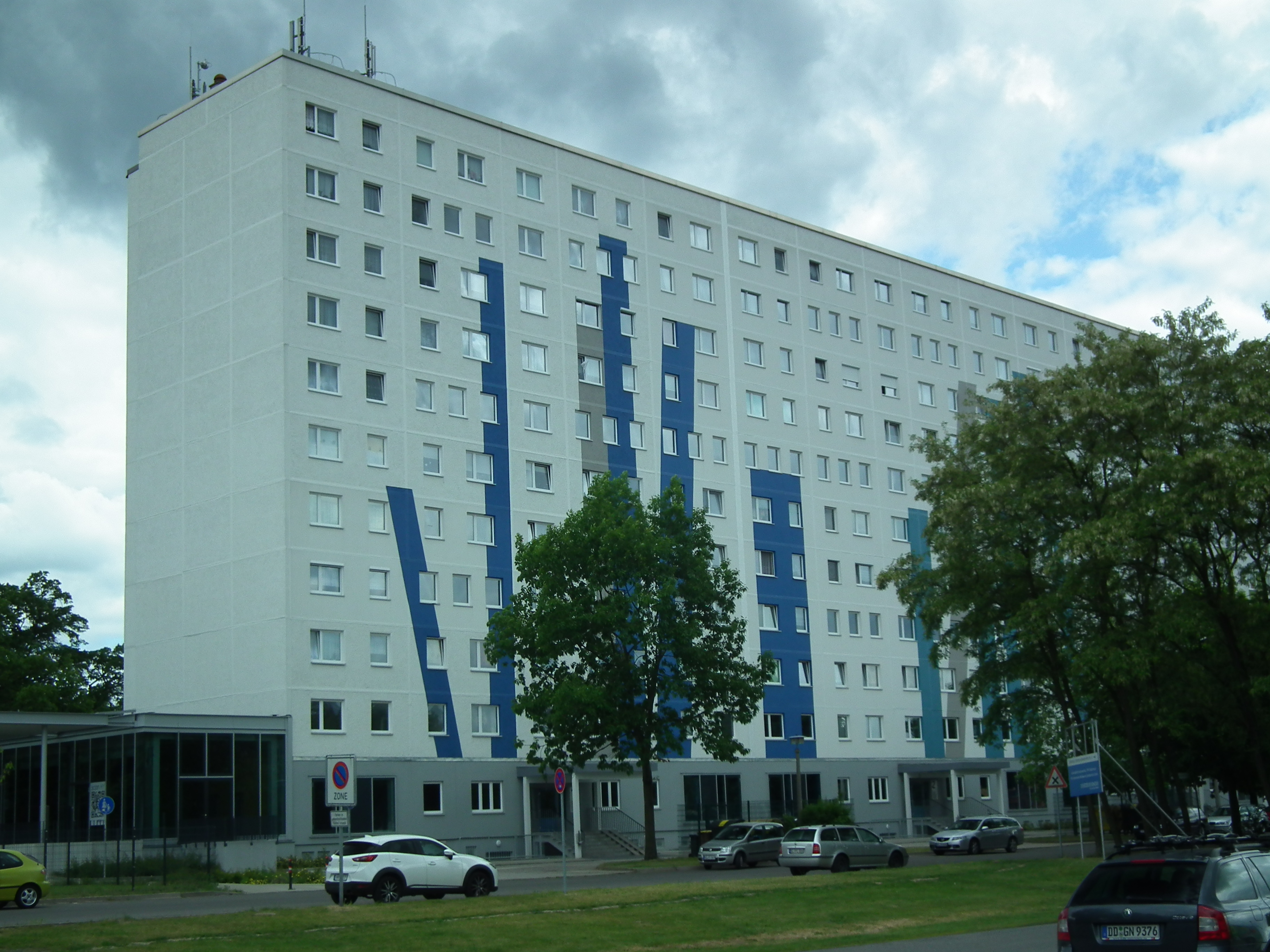
P2/11 in Hoyerswerda.Die Verteilergänge in der 3., 6. und 9. Etage sind durch die kleineren Fenster zu erkennen. Im 6. Geschoss ist der Evakuierungsgang zwischen den Nachbarhäusern zu sehen.

Als Standardbauweise steht der P2 fünf-/sechsgeschossig, wobei das Erdgeschoss um ein halbes Geschoss aus dem Gelände herausragt. Das minimierte den Aushub im Gelände bei der Fundamentierung der Bauten und ermöglicht eine natürliche Belüftung und Belichtung der Keller. Die Erschließung der Gebäude erfolgt daher entweder über Außentreppen und/oder eine Halbtreppe im Eingangsbereich. 
Typisch ist die zweispännige Gestalt, welche die Wohnräume zu den beiden Außenseiten legt und die Erschließung ins Innere, wodurch Bäder und Küchen fensterlos bleiben. Regelhaft liegen sich je Baueinheit zwei Dreizimmer-Wohnungen gegenüber.
P2-Gebäude mit mehr als sechs Geschossen verfügen über Aufzüge, die alle drei Stockwerke halten und über einen Verteilergang. Die Verbindungsgänge liegen meist an der Eingangsseite der Gebäude und bilden die Zugänge zu Treppenhäusern, Aufzügen, Müllabwurfschächten und Abstellkammern. Die Wohnungen über oder unter den Verteilergängen sind nicht direkt vom Aufzug aus, sondern jeweils über eine Treppe auf- oder abwärts zu erreichen. Durch eingeschobene Sonderachsen, die Raum für die Aufzüge und Verbindungsgänge schafften, kommen in den anderen Geschossen auch Ein- und Vierzimmerwohnungen zustande. Ebenso lassen die Flächenreduktionen durch die Eingangsbereiche im Erdgeschoss dort Ein- oder Zwei-Zimmerwohnungen vorkommen.
Typischerweise befinden sich die Verteilergänge in folgender Anordnung:
- P2/7, auch P 27, (mit 7 Geschossen): 1., 3. sowie 6. (Evakuierungsgang im 6. Geschoss)
- P2/10 (mit 10 Geschossen): 1., 3., 6. sowie 9. Geschoss
- P2/11 (mit 11 Geschossen): 1., 4., 7. sowie 10. Geschoss. Im 7. Geschoss gibt es einen niveaugleichen Evakuierungsgang, der eine Verbindung mit einem benachbarten Gebäude darstellt und als Fluchtweg dient.

Neben den Aufzugtüren installierten die Architekten Müllabwurfschächte, womit die Abfallbeseitigung auf kurzem und wetterunabhängigem Weg möglich ist. Nach der politischen Wende wurden in einigen Gebäudezügen diese Schächte verschlossen, da sie den neuen hygienischen Vorschriften nicht mehr entsprachen. Dagegen wurden in P2-Wohnhäusern der Wohnungsgenossenschaft Lichtenberg diese Zugänge nach Mieterprotesten und einer Sondergenehmigung des Senats beibehalten und mit einer zusätzlichen (abgetrennten) Kammer versehen. Die Schachtauskleidungen und Einwurfbehälter wurden erneuert.

### Wohnungstypen

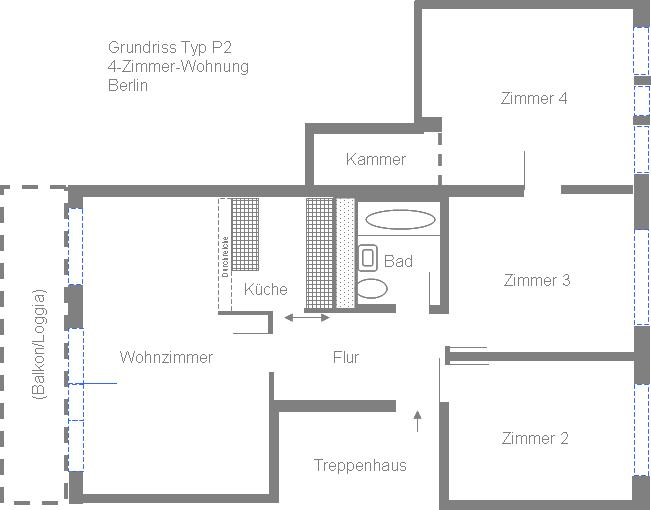
Beispiel-Grundriss einer 4-Raum-Wohnung

Standard war die Ausstattung mit 1- bis 4-Raum-Wohnungen. Bei Häusern mit Sonderelementen, beispielsweise in Trapezform, existieren auch 5-Raum-Wohnungen, bei denen zwei Räume keine rechten Winkel im Grundriss aufweisen.
Im Hochparterre gab es keine Loggien; erst bei späteren Rekonstruktionsarbeiten nach der Wende wurden welche hinzugefügt.

### Küche und Bad

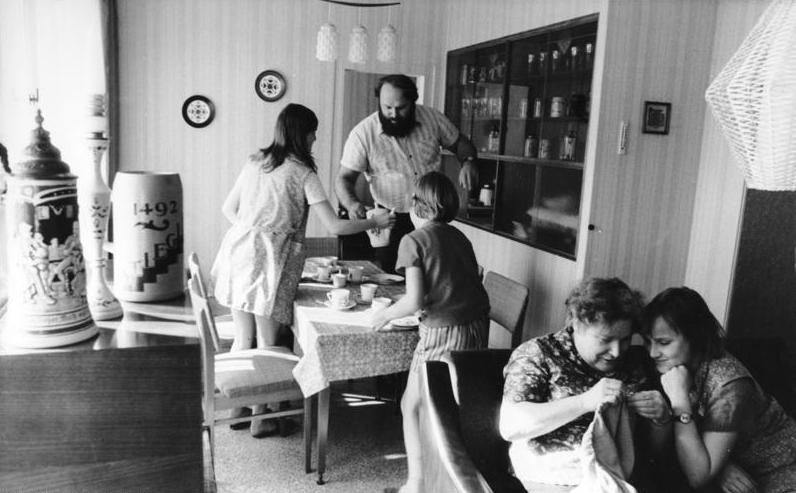
Wohnzimmer mit markanter Küchen-Durchreiche

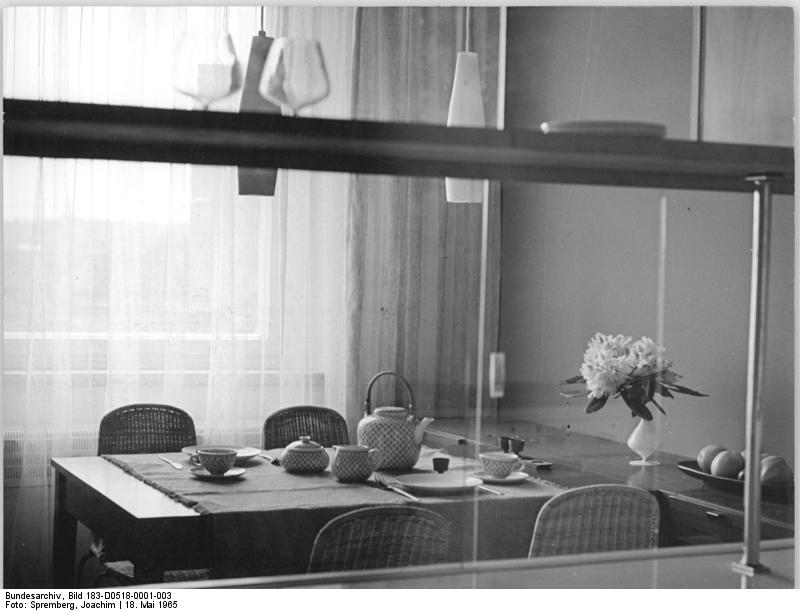
Blick aus der Küche in die Essecke des Wohnzimmers

Eine Neuheit waren die Bäder und Küchen der Häuser, die innen und grundsätzlich nebeneinander lagen, sodass sie einen gemeinsamen Versorgungsschacht für Wasser, Abwasser und Entlüftung nutzen konnten und damit Fläche eingespart wurde.
Die Konstrukteure verzichteten auf eine Wohnküche, die lange Wege erfordert und die Familie räumlich trennt. Zudem sollten Wohnfläche und damit auch Kosten eingespart werden. Die Grundidee war, die Frau besser in die Familie zu integrieren, da die Küche offen zum Wohnraum konzipiert wurde. Der Mann sollte angeregt werden, sich im Haushalt zu beteiligen. Das Leben sollte sich nicht länger am Herd abspielen, sondern im Wohnzimmer. Die Küchen waren anfangs noch durch große Durchreichen in Form von Einbaumöbeln mit dem Wohnzimmer verbunden. Nach massiver Kritik, die Küche sei nicht genug vom Wohnraum getrennt, kamen später Betonwände mit einem kleinen Durchreiche-Fenster zur Anwendung, bei den letzten gebauten Wohnungen des Typs war die Küche komplett durch eine Wand vom Wohnzimmer getrennt. Tageslicht erhielt sie nur indirekt durch die Tür oder die Durchreiche.
Erstmals kamen für die Bäder komplett eingerichtete Sanitärraumzellen (Toilette, Waschbecken, Badewanne, Armaturen für Bad und Küche, Waschmaschinen-Anschluss, vertikale Ver- und Entsorgungsleitungen) zum Einsatz, die am Stück in den Rohbau eingehoben wurden. Zur Installation war nur die Verbindung der Rohre auf Bodenhöhe notwendig. Die Wände zum Versorgungsschacht wurden aus unterschiedlichen Materialien gefertigt. Sie reichen von Pressspanplatten über Vollgipswände bis hin zu massiven Beton-Elementen.

## Technische Daten
- Fertigteile in der Laststufe bis 5,0 t
- Grundraster 6 m × 6 m
- Gebäudetiefe (Standard) 12 m
- Geschosshöhe 2,60–2,80 m
- Geschosszahl: 5 bis 11, mit Laden- und Bürogeschossen auch 14